# جام ملت‌های آفریقا
جام ملت‌های آفریقا یک جام فوتبال است که کنفدراسیون فوتبال آفریقا (سی ای اف) آن را برگزار می‌کند.
قهرمان این جام، قهرمان قاره آفریقا در رشته فوتبال می‌باشد و به‌طور خودکار به جام کنفدراسیون‌ها راه می‌یابد.
جام ملت‌های آفریقا در سال ۱۹۵۷ افتتاح شد و دو دورهٔ نخست آن در سال‌های فرد برگزار شد. سپس از سال ۱۹۶۲ تا ۲۰۱۲ (به استثنای ۱۹۶۳ و ۱۹۶۵) در سال‌های زوج برگزار می‌شد. از سال ۲۰۱۳ به بعد، مسابقات در سال‌های فرد انجام می‌شود.
مصر بیشترین عنوان قهرمانی (۷ بار) را در اختیار دارد و پس از آن کامرون با ۵ عنوان دوم و غنا با ۴ قهرمانی سوم هستند.

## تاریخچه نتایج
| دوره | میزبان                | قهرمان                | نایب قهرمان      | سوم                   | چهارم                 |
| ---- | --------------------- | --------------------- | ---------------- | --------------------- | --------------------- |
| ۱۹۵۷ | سودان                 | مصر                   | اتیوپی           | سودان                 | آفریقای جنوبی         |
| ۱۹۵۹ | جمهوری متحد عربی      | جمهوری متحد عربی      | سودان            | اتیوپی                |                       |
| ۱۹۶۲ | اتیوپی                | اتیوپی                | جمهوری متحد عربی | تونس                  | اوگاندا               |
| ۱۹۶۳ | غنا                   | غنا                   | سودان            | جمهوری متحد عربی      | اتیوپی                |
| ۱۹۶۵ | تونس                  | غنا                   | تونس             | ساحل عاج              | سنگال                 |
| ۱۹۶۸ | اتیوپی                | جمهوری دموکراتیک کنگو | غنا              | ساحل عاج              | اتیوپی                |
| ۱۹۷۰ | سودان                 | سودان                 | غنا              | جمهوری متحد عربی      | ساحل عاج              |
| ۱۹۷۲ | کامرون                | جمهوری کنگو           | مالی             | کامرون                | زئیر                  |
| ۱۹۷۴ | مصر                   | زئیر                  | زامبیا           | مصر                   | کنگو                  |
| ۱۹۷۶ | اتیوپی                | مراکش                 | گینه             | نیجریه                | مصر                   |
| ۱۹۷۸ | غنا                   | غنا                   | اوگاندا          | نیجریه                | تونس                  |
| ۱۹۸۰ | نیجریه                | نیجریه                | الجزایر          | مراکش                 | مصر                   |
| ۱۹۸۲ | لیبی                  | غنا                   | لیبی             | زامبیا                | الجزایر               |
| ۱۹۸۴ | ساحل عاج              | کامرون                | نیجریه           | الجزایر               | مصر                   |
| ۱۹۸۶ | مصر                   | مصر                   | کامرون           | ساحل عاج              | مراکش                 |
| ۱۹۸۸ | مراکش                 | کامرون                | نیجریه           | الجزایر               | مراکش                 |
| ۱۹۹۰ | الجزایر               | الجزایر               | نیجریه           | زامبیا                | سنگال                 |
| ۱۹۹۲ | سنگال                 | ساحل عاج              | غنا              | نیجریه                | کامرون                |
| ۱۹۹۴ | تونس                  | نیجریه                | زامبیا           | ساحل عاج              | مالی                  |
| ۱۹۹۶ | آفریقای جنوبی         | آفریقای جنوبی         | تونس             | زامبیا                | غنا                   |
| ۱۹۹۸ | بورکینافاسو           | مصر                   | آفریقای جنوبی    | جمهوری دموکراتیک کنگو | بورکینافاسو           |
| ۲۰۰۰ | غنا نیجریه            | کامرون                | نیجریه           | آفریقای جنوبی         | تونس                  |
| ۲۰۰۲ | مالی                  | کامرون                | سنگال            | نیجریه                | مالی                  |
| ۲۰۰۴ | تونس                  | تونس                  | مراکش            | نیجریه                | مالی                  |
| ۲۰۰۶ | مصر                   | مصر                   | ساحل عاج         | نیجریه                | سنگال                 |
| ۲۰۰۸ | غنا                   | مصر                   | کامرون           | غنا                   | ساحل عاج              |
| ۲۰۱۰ | آنگولا                | مصر                   | غنا              | نیجریه                | الجزایر               |
| ۲۰۱۲ | گابن گینه استوایی     | زامبیا                | ساحل عاج         | مالی                  | غنا                   |
| ۲۰۱۳ | آفریقای جنوبی         | نیجریه                | بورکینافاسو      | مالی                  | غنا                   |
| ۲۰۱۵ | گینه استوایی          | ساحل عاج              | غنا              | جمهوری دموکراتیک کنگو | گینه استوایی          |
| ۲۰۱۷ | گابن                  | کامرون                | مصر              | بورکینافاسو           | غنا                   |
| ۲۰۱۹ | مصر                   | الجزایر               | سنگال            | نیجریه                | تونس                  |
| ۲۰۲۱ | کامرون                | سنگال                 | مصر              | کامرون                | بورکینافاسو           |
| ۲۰۲۳ | ساحل عاج              | ساحل عاج              | نیجریه           | آفریقای جنوبی         | جمهوری دموکراتیک کنگو |
| ۲۰۲۵ | مراکش                 |                       |                  |                       |                       |
| ۲۰۲۷ | کنیا تانزانیا اوگاندا |                       |                  |                       |                       |

## آمار

### تیم‌های موفق جام
| تیم                   | قهرمانی‌ها                                    | نایب قهرمانی‌ها                   | سومی                                               | چهارمی                     |
| --------------------- | -------------------------------------------- | -------------------------------- | -------------------------------------------------- | -------------------------- |
| مصر                   | ۷ (۱۹۵۷، ۱۹۵۹، ۱۹۸۶، ۱۹۹۸، ۲۰۰۶، ۲۰۰۸، ۲۰۱۰) | ۳ (۱۹۶۲، ۲۰۱۷،۲۰۲۱)              | ۳ (۱۹۶۳، ۱۹۷۰، ۱۹۷۴)                               | ۳ (۱۹۷۶، ۱۹۸۰، ۱۹۸۴)       |
| کامرون                | ۵ (۱۹۸۴، ۱۹۸۸، ۲۰۰۰، ۲۰۰۲، ۲۰۱۷)             | ۲ (۱۹۸۶، ۲۰۰۸)                   | ۲ (۱۹۷۲،۲۰۲۱)                                      | ۱ (۱۹۹۲)                   |
| غنا                   | ۴ (۱۹۶۳، ۱۹۶۵، ۱۹۷۸، ۱۹۸۲)                   | ۵ (۱۹۶۸، ۱۹۷۰، ۱۹۹۲، ۲۰۱۰، ۲۰۱۵) | ۱ (۲۰۰۸)                                           | ۴ (۱۹۹۶، ۲۰۱۲، ۲۰۱۳، ۲۰۱۷) |
| نیجریه                | ۳ (۱۹۹۴، ۱۹۸۰، ۲۰۱۳)                         | ۵ (۱۹۸۴، ۱۹۸۸، ۱۹۹۰، ۲۰۰۰، ۲۰۲۳) | ۸ (۱۹۷۶، ۱۹۷۸، ۱۹۹۲، ۲۰۰۲، ۲۰۰۴، ۲۰۰۶، ۲۰۱۰، ۲۰۱۹) | –                          |
| ساحل عاج              | ۳ (۱۹۹۲، ۲۰۱۵، ۲۰۲۳)                         | ۲ (۲۰۰۶، ۲۰۱۲)                   | ۴ (۱۹۶۵، ۱۹۶۸، ۱۹۸۶، ۱۹۹۴)                         | ۲ (۱۹۷۰، ۲۰۰۸)             |
| الجزایر               | ۲ (۱۹۹۰، ۲۰۱۹)                               | ۱ (۱۹۸۰)                         | ۲ (۱۹۸۴، ۱۹۸۸)                                     | ۲ (۱۹۸۲، ۲۰۱۰)             |
| جمهوری دموکراتیک کنگو | ۲ (۱۹۶۸، ۱۹۷۴)                               | –                                | ۲ (۱۹۹۸، ۲۰۱۵)                                     | ۲ (۱۹۷۲، ۲۰۲۳)             |
| زامبیا                | ۱ (۲۰۱۲)                                     | ۲ (۱۹۷۴، ۱۹۹۴)                   | ۳ (۱۹۸۲، ۱۹۹۰، ۱۹۹۶)                               | –                          |
| تونس                  | ۱ (۲۰۰۴)                                     | ۲ (۱۹۶۵، ۱۹۹۶)                   | ۱ (۱۹۶۲)                                           | ۳ (۱۹۷۸، ۲۰۰۰، ۲۰۱۹)       |
| سودان                 | ۱ (۱۹۷۰)                                     | ۲ (۱۹۵۹، ۱۹۶۳)                   | ۱ (۱۹۵۷)                                           | –                          |
| سنگال                 | ۱ (۲۰۲۱)                                     | ۲ (۲۰۰۲، ۲۰۱۹)                   | –                                                  | ۳ (۱۹۶۵، ۱۹۹۰، ۲۰۰۶        |
| مراکش                 | ۱ (۱۹۷۶)                                     | ۱ (۲۰۰۴)                         | ۱ (۱۹۸۰)                                           | ۲ (۱۹۸۶، ۱۹۸۸)             |
| آفریقای جنوبی         | ۱ (۱۹۹۶)                                     | ۱ (۱۹۹۸)                         | ۲ (۲۰۰۰، (۲۰۲۳)                                    | –                          |
| اتیوپی                | ۱ (۱۹۶۲)                                     | ۱ (۱۹۵۷)                         | ۱ (۱۹۵۹)                                           | ۲ (۱۹۶۳، ۱۹۶۸)             |
| کنگو                  | ۱ (۱۹۷۲)                                     | –                                | –                                                  | ۱ (۱۹۷۴)                   |
| مالی                  | –                                            | ۱ (۱۹۷۲)                         | ۲ (۲۰۱۲، ۲۰۱۳)                                     | ۳ (۱۹۹۴، ۲۰۰۲، ۲۰۰۴)       |
| بورکینافاسو           | –                                            | ۱ (۲۰۱۳)                         | ۱ (۲۰۱۷)                                           | ۲ (۱۹۹۸، ۲۰۲۱)             |
| اوگاندا               | –                                            | ۱ (۱۹۷۸)                         | –                                                  | ۱ (۱۹۶۲)                   |
| گینه                  | –                                            | ۱ (۱۹۷۶)                         | –                                                  | –                          |
| لیبی                  | –                                            | ۱ (۱۹۸۲)                         | –                                                  | –                          |
| گینه استوایی          | –                                            | –                                | –                                                  | ۱ (۲۰۱۵)                   |

مورب میزبان مسابقات

## رده‌بندی کلی
| #  | تیم           | ح  | بازی | پ  | ت  | ش  | گ.ز | گ.خ | امتیاز |
| -- | ------------- | -- | ---- | -- | -- | -- | --- | --- | ------ |
| ۱  | مصر           | ۲۶ | ۱۱۱  | ۶۰ | ۲۴ | ۲۷ | ۱۷۵ | ۹۷  | ۲۰۴    |
| ۲  | نیجریه        | ۲۰ | ۱۰۴  | ۵۷ | ۲۴ | ۲۳ | ۱۴۵ | ۹۵  | ۱۹۵    |
| ۳  | غنا           | ۲۴ | ۱۰۵  | ۵۴ | ۲۳ | ۲۸ | ۱۳۸ | ۹۳  | ۱۸۵    |
| ۴  | ساحل عاج      | ۲۵ | ۱۰۶  | ۴۸ | ۳۱ | ۲۷ | ۱۵۱ | ۱۰۹ | ۱۷۵    |
| ۵  | کامرون        | ۲۱ | ۹۵   | ۴۶ | ۳۱ | ۱۸ | ۱۴۲ | ۹۰  | ۱۶۹    |
| ۶  | مراکش         | ۱۹ | ۷۴   | ۲۹ | ۲۵ | ۲۰ | ۸۷  | ۶۶  | ۱۱۲    |
| ۷  | سنگال         | ۱۷ | ۷۱   | ۳۰ | ۱۸ | ۲۳ | ۸۷  | ۵۸  | ۱۰۸    |
| ۸  | الجزایر       | ۲۰ | ۸۰   | ۲۸ | ۲۴ | ۲۸ | ۹۷  | ۹۳  | ۱۰۸    |
| ۹  | تونس          | ۲۱ | ۸۳   | ۲۵ | ۳۱ | ۲۷ | ۱۰۰ | ۹۶  | ۱۰۶    |
| ۱۰ | زامبیا        | ۱۸ | ۷۰   | ۲۶ | ۲۲ | ۲۲ | ۸۳  | ۷۲  | ۱۰۰    |
| ۱۱ | جمهوری کنگو   | ۲۰ | ۸۰   | ۲۱ | ۲۹ | ۳۰ | ۹۴  | ۱۰۷ | ۹۲     |
| ۱۲ | مالی          | ۱۳ | ۵۹   | ۲۱ | ۲۱ | ۱۷ | ۷۲  | ۶۸  | ۸۴     |
| ۱۳ | آفریقای جنوبی | ۱۱ | ۵۰   | ۱۸ | ۱۸ | ۱۶ | ۵۵  | ۴۸  | ۷۲     |
| ۱۴ | گینه          | ۱۴ | ۵۲   | ۱۵ | ۱۸ | ۱۹ | ۶۷  | ۷۰  | ۶۳     |
| ۱۵ | بورکینافاسو   | ۱۳ | ۵۲   | ۱۰ | ۱۷ | ۲۵ | ۵۲  | ۷۷  | ۴۷     |
| ۱۶ | آنگولا        | ۹  | ۳۱   | ۷  | ۱۳ | ۱۱ | ۳۹  | ۴۳  | ۳۴     |
| ۱۷ | گابن          | ۸  | ۲۵   | ۷  | ۱۰ | ۸  | ۲۴  | ۲۷  | ۳۱     |
| ۱۸ | گینه استوایی  | ۴  | ۱۹   | ۸  | ۵  | ۶  | ۲۰  | ۱۸  | ۲۹     |
| ۱۹ | سودان         | ۹  | ۲۷   | ۷  | ۷  | ۱۳ | ۲۹  | ۴۲  | ۲۸     |
| ۲۰ | کنگو          | ۷  | ۲۶   | ۷  | ۷  | ۱۲ | ۲۷  | ۴۰  | ۲۸     |
| ۲۱ | اتیوپی        | ۱۱ | ۳۰   | ۷  | ۴  | ۱۹ | ۳۱  | ۶۷  | ۲۵     |
| ۲۲ | کیپ ورد       | ۴  | ۱۶   | ۵  | ۸  | ۳  | ۱۴  | ۱۲  | ۲۳     |
| ۲۳ | توگو          | ۸  | ۲۵   | ۳  | ۸  | ۱۴ | ۱۹  | ۴۲  | ۱۷     |
| ۲۴ | اوگاندا       | ۷  | ۲۳   | ۴  | ۳  | ۱۶ | ۲۱  | ۳۸  | ۱۵     |
| ۲۵ | لیبی          | ۳  | ۱۱   | ۳  | ۵  | ۳  | ۱۲  | ۱۳  | ۱۴     |
| ۲۶ | زیمبابوه      | ۵  | ۱۵   | ۳  | ۲  | ۱۰ | ۱۶  | ۳۱  | ۱۱     |
| ۲۷ | گامبیا        | ۲  | ۸    | ۳  | ۱  | ۴  | ۶   | ۱۰  | ۱۰     |
| ۲۸ | کنیا          | ۶  | ۱۷   | ۲  | ۴  | ۱۱ | ۱۲  | ۳۱  | ۱۰     |
| ۲۹ | ماداگاسکار    | ۱  | ۵    | ۲  | ۲  | ۱  | ۷   | ۷   | ۸      |
| ۳۰ | مالاوی        | ۳  | ۱۰   | ۲  | ۲  | ۶  | ۹   | ۱۵  | ۸      |
| ۳۱ | نامیبیا       | ۴  | ۱۳   | ۱  | ۳  | ۹  | ۸   | ۱۷  | ۶      |
| ۳۲ | سیرالئون      | ۳  | ۸    | ۱  | ۳  | ۴  | ۴   | ۱۴  | ۶      |
| ۳۳ | لیبریا        | ۲  | ۵    | ۱  | ۲  | ۲  | ۵   | ۷   | ۵      |
| ۳۴ | موریتانی      | ۳  | ۱۰   | ۱  | ۲  | ۷  | ۳   | ۱۶  | ۵      |
| ۳۵ | بنین          | ۴  | ۱۴   | –  | ۵  | ۹  | ۷   | ۲۴  | ۵      |
| ۳۶ | رواندا        | ۱  | ۳    | ۱  | ۱  | ۱  | ۳   | ۳   | ۴      |
| ۳۷ | موزامبیک      | ۵  | ۱۵   | –  | ۴  | ۱۱ | ۸   | ۳۳  | ۴      |
| ۳۸ | کومور         | ۱  | ۴    | ۱  | –  | ۳  | ۴   | ۷   | ۳      |
| ۳۹ | گینه بیسائو   | ۴  | ۱۲   | –  | ۳  | ۹  | ۴   | ۱۹  | ۳      |
| ۴۰ | تانزانیا      | ۳  | ۹    | –  | ۳  | ۶  | ۶   | ۱۸  | ۳      |
| ۴۱ | نیجر          | ۲  | ۶    | –  | ۱  | ۵  | ۱   | ۹   | ۱      |
| ۴۲ | بوروندی       | ۱  | ۳    | –  | –  | ۳  | –   | ۴   | –      |
| ۴۳ | موریس         | ۱  | ۳    | –  | –  | ۳  | ۲   | ۸   | –      |
| ۴۴ | بوتسوانا      | ۱  | ۳    | –  | –  | ۳  | ۲   | ۹   | –      |

- نکته: ح (حضور)، پ (برد)، ت (مساوی)، ش (باخت) گ.ز (گل زده)، گ.خ (گل خورده)